# Rosyjska Akademia Gospodarki Narodowej i Administracji Publicznej przy Prezydencie Federacji Rosyjskiej

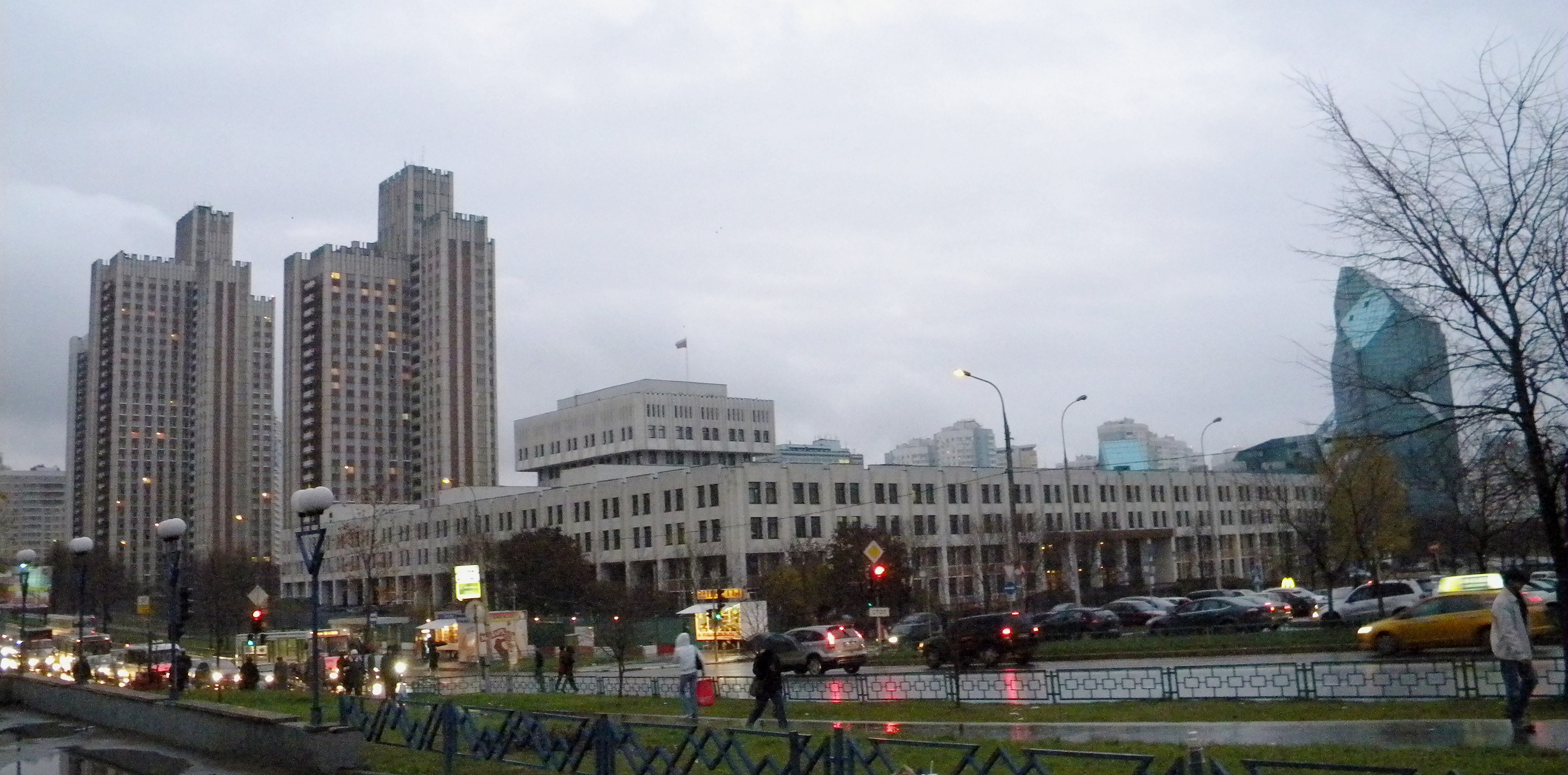
Ogólna panorama campusu uczelni. Wieżowce w lewej części zdjęcia mieszczą akademiki (2009)

Rosyjska Akademia Gospodarki Narodowej i Administracji Publicznej przy Prezydencie Federacji Rosyjskiej, w literaturze także Rosyjska Akademia Gospodarki Narodowej i Służby Państwowej przy Prezydencie Federacji Rosyjskiej (ros. Российская академия народного хозяйства и государственной службы при Президенте Российской Федерации (РАНХиГС)) – rosyjska uczelnia typu akademickiego w Moskwie.
Dekretem prezydenckim nr 902 z 7 lipca 2011 Akademii przyznano prawo do ustalania własnych standardów i wymagań edukacyjnych w zakresie realizowanych programów edukacyjnych szkolnictwa wyższego.
Uczelnia jest największą w Europie placówką studiów społeczno-ekonomicznych i humanistycznych, największą instytucją edukacyjną w Rosji; posiada 68 oddziałów w 53 regionach Federacji Rosyjskiej.
Od 1 stycznia 2012 łączna liczba studentów uczestniczących w programach szkolnictwa wyższego w Akademii i jej oddziałach wynosi ponad 207000 osób, w tym studentów studiów dziennych ponad 35000.
Kooperowała z Collegium Humanum.

## Historia
Uczelnia została ustanowiona dekretem Prezydenta Federacji Rosyjskiej nr 1140 z 20 września 2010 poprzez połączenie Akademii Gospodarki Narodowej przy Rządzie Federacji Rosyjskiej (ros. Академиия народного хозяйства при Правительстве Российской Федерации (АНХ)) (ANE, rok założenia – 1977), Rosyjskiej Akademii Administracji Publicznej (Służby Cywilnej) przy Prezydencie Federacji Rosyjskiej (rok założenia – 1991) i 12 innych federalnych państwowych instytucji edukacyjnych. Rosyjska Akademia Administracji Publicznej (Służby Cywilnej) przy Prezydencie Federacji Rosyjskiej (ros. Российская академия государственной службы при Президенте Российской Федерации, Rossijskaja akadiemija gosudarstwiennoj służby pri Priezidientie Rossijskoj Fiedieracyi) pod swoją nazwą działała od 6 czerwca 1994 została pierwotnie powołana do życia dnia 2 sierpnia 1946 jako Akademia Nauk Społecznych przy KC KPZR [wówczas WKP(b)] (Академиия общественных наук при ЦК КПСС). W latach 1991–1994 nosiła nazwę Rosyjska Akademia Zarządzania (Российская академия управления). W Akademii Nauk Społecznych przy KC KPZR podstawowe studia dla pracowników aparatu partyjno-państwowego trwały 3 lata. Prowadzono je w następujących głównych specjalnościach: filozofia, ekonomia polityczna, historia KPZR, historia społeczeństwa radzieckiego, historia międzynarodowego ruchu robotniczego i komunistycznego, teoria literatury i sztuki. W 1964 przy Akademii powołano Instytut Ateizmu Naukowego.

## Program dydaktyczny
Akademia realizuje 22 programy studiów bakalaureackich, 26 studiów licencjackich, i 14 magisterskich. Wdrożonych jest 31 programów kształcenia zawodowego. Akademia opracowała i wdrożyła ponad 700 programów dokształcania zawodowego, corocznie aktualizuje z nich około 30 procent. W ramach 33 rad dysertackich realizowanych jest 65 kierunków studiów podyplomowych i 25 specjalności doktorskich.
Akademia opracowała unikalny program szkoleniowy dla urzędników władz federalnych i władz Federacji Rosyjskiej, ponadto jest jednym z liderów w przygotowaniu menedżerów najwyższego szczebla rosyjskich przedsiębiorstw i organizacji. Ponad jedna trzecia uczestniczących w programach MBA (Master of Business Administration) w Federacji Rosyjskiej to studenci Akademii.
Akademia stała się jednym z inicjatorów wprowadzenia systemu programów edukacji rosyjskiego MPA (Master of Public Administration), celem których jest realizacja potrzeb kadrowych dla władz publicznych.
Uczelnia posiada szerokie powiązania międzynarodowe z czołowymi uczelniami zagranicznymi, w tym uniwersytetami Stanford, Harward, Duke University, Kingston University oraz innymi uczelniami w Niemczech, Francji i Wielkiej Brytanii. Akademia nie tylko kieruje rosyjskich studentów za granicę w ramach realizacji wspólnych programów z wiodącymi uniwersytetami, ale również kształci studentów zagranicznych.
Potencjał naukowy Akademii stanowi ponad 700 doktorów nauk i profesorów, ponad 2300 doktorantów i docentów.

## Biblioteka
Uczelniana biblioteka to zbiór ponad siedmiu milionów książek, zawiera bibliotekę Dumy Państwowej (ustanowioną w 1906) i zbiory słynnej biblioteki Demidow.
Moskiewski kampus ma ponad 315 tysięcy metrów kwadratowych, łączna powierzchnia sieci oddziałów przekracza 451 000 metrów kwadratowych.

## Rektorzy
Akademia Gospodarki Narodowej przy Radzie Ministrów ZSRR
- 1977–1980 – doktor nauk technicznych, akademik AN ZSRR, Zasłużony Działacz Nauki i Techniki RSFRR, Bohater Pracy Socjalistycznej Nikołaj Mielnikow;
- 1981–1986 – doktor geologii, profesor, akademik RAN Jewgienij Siergiejew;
- 1986–1989 – doktor ekonomii, profesor Jewgienij Smirnicki;
- 1989–1992 – doktor ekonomii, profesor, akademik RAN Abieł Aganbiegian;

Akademia Gospodarki Narodowej przy Rządzie Federacji Rosyjskiej
- 1992–2002 – doktor ekonomii, profesor, akademik RAN Abieł Aganbiegian;
- 2002–2010 – doktor ekonomii, profesor, Zasłużony Ekonomista Federacji Rosyjskiej Władimir Mau(inne języki);

Rosyjska Akademia Gospodarki Narodowej i Administracji Publicznej przy Prezydencie Federacji Rosyjskiej
- 2010–2023 – doktor ekonomii, profesor, Zasłużony Ekonomista Federacji Rosyjskiej Władimir Mau(inne języki);
- od 2023 – kandydat nauk ekonomicznych, rosyjski działacz państwowy Aleksiej Komissarow[4].